# Lijst van rijksmonumenten in Den Helder (plaats)
De plaats Den Helder telt 39 inschrijvingen in het rijksmonumentenregister. Hieronder een overzicht.
| Object                                                                                                  | Oorspronkelijke functie?  | Bouwjaar                                   | Architect                                                                 | Locatie                                          | Coördinaten?                  | Nr.?   | Afbeelding            |
| --- | ------------------------- | ------------------------------------------ | ------------------------------------------------------------------------- | ------------------------------------------------ | ----------------------------- | ------ | --------------------- |
| Fors pand onder omlopend schilddak                                                                      | Woonhuis                  | 1851                                       |                                                                           | Kerkgracht 1                                     | 52° 57' 44" NB, 4° 45' 13" OL | 21387  | Meer afbeeldingen     |
| Petrus en Pauluskerk                                                                                    | Kerk en kerkonderdeel     | 1839-1840 (kerk) 1844 (torentje)           |                                                                           | Kerkgracht 54                                    | 52° 57' 45" NB, 4° 45' 34" OL | 21388  | Meer afbeeldingen     |
| Nieuwe Kerk                                                                                             | Kerk en kerkonderdeel     | 1839                                       |                                                                           | Nieuwe Kerkplein 2                               | 52° 57' 40" NB, 4° 46' 3" OL  | 21390  | Meer afbeeldingen     |
| Fort Westoever                                                                                          | Fort, vesting en -onderdl | 1825                                       |                                                                           | aan de N-9, ten zuidwesten van de Burg           | 52° 56' 50" NB, 4° 46' 32" OL | 338230 | Meer afbeeldingen     |
| De Verbindingswal                                                                                       | Omwalling                 | 1811-1813 (aanvang) 1826-1827 (voltooiing) |                                                                           | Verbindingswal;verspreid door de stad            | 52° 57' 14" NB, 4° 44' 53" OL | 338239 | Meer afbeeldingen     |
| Fort Oostoever                                                                                          | Fort, vesting en -onderdl | 1791-1792                                  |                                                                           | Bedrijventerrein Het Nieuwe Werk                 | 52° 56' 54" NB, 4° 47' 0" OL  | 338260 | Meer afbeeldingen     |
| Fort Dirks Admiraal                                                                                     | Fort, vesting en -onderdl | 1811-1813                                  |                                                                           | Nieuwe weg bij de Brakkeveldweg                  | 52° 56' 51" NB, 4° 45' 31" OL | 338271 | Meer afbeeldingen     |
| Fort Erfprins                                                                                           | Fort, vesting en -onderdl | 1811-1813                                  |                                                                           | Kazerne aan de fortweg                           | 52° 57' 35" NB, 4° 44' 13" OL | 338291 | Meer afbeeldingen     |
| Ziekenboeg/Atlantikwall: stafgebouw                                                                     | Militair verblijfsgebouw  | 1942                                       |                                                                           | Nieuweweg 23                                     | 52° 55' 36" NB, 4° 45' 22" OL | 508457 | Meer afbeeldingen     |
| Ziekenboeg/Atlantikwall: ziekenboeg                                                                     | Bomvrij militair object   | 1942                                       |                                                                           | Nieuweweg bij 23                                 | 52° 55' 36" NB, 4° 45' 22" OL | 508458 | Meer afbeeldingen     |
| Ziekenboeg/Atlantikwall: opslagruimte en garage                                                         | Bomvrij militair object   | 1942                                       |                                                                           | Nieuweweg bij 23                                 | 52° 55' 36" NB, 4° 45' 22" OL | 508459 | Upload foto           |
| Hoofdgebouw Koninklijk Instituut voor de Marine KIM (object Q)                                          | Onderwijs en wetenschap   | 1869-1870                                  |                                                                           | Het Nieuwe Diep 8                                | 52° 57' 46" NB, 4° 46' 30" OL | 508461 | Meer afbeeldingen     |
| School, ook wel bekend vanwege zijn vorm onder de naam: "'t Klooster" (object R)                        | Onderwijs en wetenschap   | 1946                                       |                                                                           | Het Nieuwe Diep                                  | 52° 57' 44" NB, 4° 46' 26" OL | 508462 | Meer afbeeldingen     |
| Nieuwe Dok (object B)                                                                                   | Waterweg, werf en haven   | 1857-1866                                  |                                                                           | Willemsoord                                      | 52° 57' 34" NB, 4° 46' 12" OL | 508463 | Meer afbeeldingen     |
| Gebouw 66 (object M): mastenloods/mastenmakerij met scheepshelling                                      | Opslag                    | 1826                                       |                                                                           | Willemsoord                                      | 52° 57' 14" NB, 4° 47' 54" OL | 508464 | Meer afbeeldingen     |
| Gebouw I (object K): rij kanonneerbootkappen, later sloepenloods                                        | Opslag                    | ca. 1833                                   |                                                                           | Willemsoord                                      | 52° 57' 14" NB, 4° 47' 54" OL | 508465 | Meer afbeeldingen     |
| Gebouw 47 (object J): stoommachinegebouw                                                                | Opslag                    | 1813 en 1823                               | Jan Blanken                                                               | Willemsoord                                      | 52° 57' 14" NB, 4° 47' 54" OL | 508466 | Meer afbeeldingen     |
| Gebouw 60 (object H): werkplaats/loods                                                                  | Opslag                    | ca. 1823                                   |                                                                           | Willemsoord                                      | 52° 57' 14" NB, 4° 47' 54" OL | 508467 | Meer afbeeldingen     |
| Gebouw 63 (object L): ketelmakerij                                                                      | Industrie                 | tussen 1918 en 1920                        |                                                                           | Willemsoord                                      | 52° 57' 14" NB, 4° 47' 54" OL | 508468 | Meer afbeeldingen     |
| Gebouw 51 (object N): scheepmakerswerplaats met scheepshelling                                          | Industrie                 | 1938                                       |                                                                           | Willemsoord                                      | 52° 57' 14" NB, 4° 47' 54" OL | 508469 | Meer afbeeldingen     |
| Marinemuseum (object T): gebouw voor opslag van lichtontvlambare stoffen, ook wel "'t Torentje" genoemd | Opslag                    | ca. 1823                                   |                                                                           | Hoofdgracht 3                                    | 52° 57' 14" NB, 4° 47' 54" OL | 508470 | Meer afbeeldingen     |
| Oude Dok (object A)                                                                                     | Waterweg, werf en haven   | tussen 1812 en medio 1822                  | Jan Blanken                                                               | Willemsoord                                      | 52° 57' 14" NB, 4° 47' 54" OL | 508471 | Meer afbeeldingen     |
| Natte Dok (object C)                                                                                    | Waterweg, werf en haven   | 1812 en 1823                               |                                                                           | Willemsoord                                      | 52° 57' 33" NB, 4° 47' 39" OL | 508472 | Meer afbeeldingen     |
| Gebouw I (object D): magazijn/loods                                                                     | Opslag                    | 1813-1823 (eerste fase) en 1823 (voltooid) |                                                                           | Willemsoord                                      | 52° 57' 14" NB, 4° 47' 54" OL | 508473 | Meer afbeeldingen     |
| Woonhuis Officieren (object E)                                                                          | Dienstwoning              | 1862                                       |                                                                           | Willemsoord                                      | 52° 57' 14" NB, 4° 47' 54" OL | 508474 | Meer afbeeldingen     |
| Gebouw 29 (object F): werkplaats/magazijn                                                               | Industrie                 | 1813-1823 (eerste fase) en 1823 (voltooid) |                                                                           | Willemsoord                                      | 52° 57' 14" NB, 4° 47' 54" OL | 508475 | Meer afbeeldingen     |
| Gebouw 52 (object G): werkplaats / smederij                                                             | Industrie                 | 1813-1823 (eerste fase) en 1823 (voltooid) |                                                                           | Willemsoord                                      | 52° 57' 14" NB, 4° 47' 54" OL | 508476 | Meer afbeeldingen     |
| Gebouw 28 (object I), onder andere gebruikt als apotheek                                                | Opslag                    | 1839                                       |                                                                           | Willemsoord                                      | 52° 57' 14" NB, 4° 47' 54" OL | 508477 | Meer afbeeldingen     |
| Pijlers (object O)                                                                                      | Erfscheiding              | ca. 1863                                   |                                                                           | Willemsoord                                      | 52° 57' 41" NB, 4° 46' 6" OL  | 508478 | Meer afbeeldingen     |
| Gebouw 43 (object P): opslag en schaftlokaal - bijgenaamd het "Zwaantje"                                | Opslag                    | 1868 en 1870                               |                                                                           | Willemsoord                                      | 52° 57' 41" NB, 4° 46' 14" OL | 508479 | Meer afbeeldingen     |
| Directiegebouw (object S), ook bekend als "Commandementsgebouw" en "Het Paleis"                         | Militair verblijfsgebouw  | 1824                                       | I. Valk, Inspecteur der Maritieme Gebouwen                                | Het Nieuwe Diep 3                                | 52° 57' 14" NB, 4° 47' 54" OL | 508480 | Meer afbeeldingen     |
| Kantoor, gebouwd als "gebouw voor het loodswezen"                                                       | Handel en kantoor         | 1846-1847                                  | L. Valk                                                                   | Het Nieuwe Diep 23                               | 52° 57' 25" NB, 4° 46' 35" OL | 508485 | Meer afbeeldingen     |
| Loodsen en kantoor ten behoeve van de havenmeester, plaatselijk bekend als de "Petotjohloods"           | Opslag                    | ca. 1850                                   |                                                                           | Het Nieuwe Diep 37-37a                           | 52° 57' 8" NB, 4° 46' 56" OL  | 508486 | Meer afbeeldingen     |
| Postbrug/Helders Kanaal                                                                                 | Brug                      | 1933                                       | Dienst Gemeentewerken van Den Helder, vermoedelijk door architect Krijnen | Koningsplein, Kerkgracht, Loodsgracht, Kanaalweg | 52° 57' 47" NB, 4° 45' 36" OL | 508487 | Meer afbeeldingen     |
| Nationaal Monument voor het Reddingswezen                                                               | Gedenkteken               | 1934-1935                                  | Piet Kramer                                                               | Helden der Zeeplein (bij)                        | 52° 57' 40" NB, 4° 44' 54" OL | 508488 | Meer afbeeldingen     |
| Vrijstaand pand gebouwd in een eclectische bouwtrant                                                    | Gerechtsgebouw            | ca. 1860                                   |                                                                           | Kerkgracht 4                                     | 52° 57' 44" NB, 4° 45' 16" OL | 508489 | Meer afbeeldingen     |
| Pastorie van de Nieuwe Kerk                                                                             | Kerkelijke dienstwoning   | ca. 1875                                   |                                                                           | Weststraat 59                                    | 52° 57' 39" NB, 4° 46' 4" OL  | 508490 | Meer afbeeldingen     |
| Duitse telefoonbunker                                                                                   | Omwalling                 | 1941-1943                                  |                                                                           | Boerhaavestraat 15                               | 52° 57' 24" NB, 4° 45' 33" OL | 527642 | Duitse telefoonbunker |
| Rijkswerf Willemsoord                                                                                   | Waterweg, werf en haven   | 1812-1946                                  | Jan Blanken                                                               | Willemsoord, Weststraat                          | 52° 57' 38" NB, 4° 46' 17" OL | 531547 | Meer afbeeldingen     |